# TT128
La tombe thébaine TT 128 est située à Cheikh Abd el-Gournah, dans la nécropole thébaine, sur la rive ouest du Nil, face à Louxor en Égypte.
C'est la sépulture de Patjenef (Pȝ-ṯnf(.j), ou Pathenfy)), maire d'Edfou et de Thèbes datant de la XXVIe dynastie.

## Description
TT128 présente une pièce rectangulaire avec un plafond soutenu par huit piliers ; dans le coin sud-est se trouve l'entrée de TT129.
Dès l'entrée, un court couloir, sur les murs duquel le défunt est représenté avec ses accompagnateurs quittant la tombe, donne accès à la salle sur les murs de laquelle subsistent treize colonnes de texte avec les titres du défunt. Dans l'une des peintures qui subsistent (angle nord-est), trois fils et deux filles (leurs noms ne sont pas indiqués) se tiennent devant le défunt assis. Sur une architrave figurent des formules d'offrande pour les défunts.